# Писар
Пи́сар (перепи́сувач, писе́ць) — людина, що її робота пов'язана з писанням, писаниною, веденням записів, письмом.

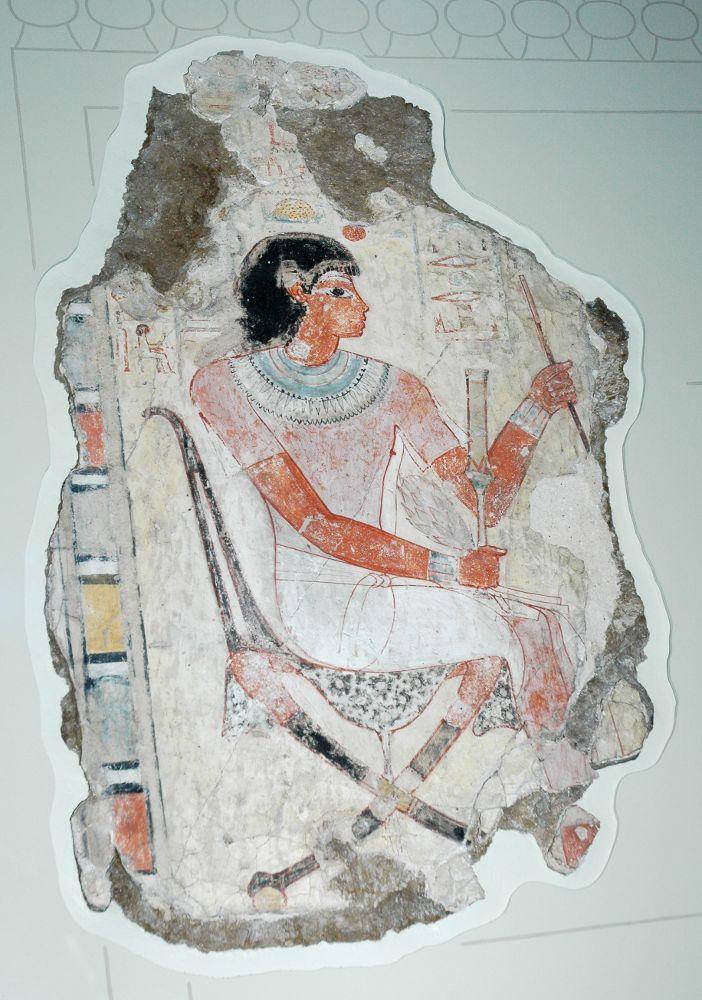
Давньоєгипетський писар та описувач зерна (скарбник) періоду Нового царства Небамун

Очевидно, що перші писарі з'явились одразу після винайдення письма. Ще в стародавніх державах Близького Сходу (Шумер, Вавилон, Ассирія), а також в Єгипті, писарі були важливою складовою військової й священницької ієрархії, що керувала державою, належали до стану священників, оскільки мистецтво письма вважалося священним. У руках писарів було майже все діловодство тих часів, тобто фінансові питання, юриспруденція, бухгалтерія й ін., вони були першими бюрократами (людьми, «влада яких пов'язана з письмовим столом»).
У стародавній Європі писарів називали графами (походить від грецького графо — писати, так само як і слово грамота). Світський або церковні діячі, королі або єпископи, як правило призначали графа керувати певними землями, вести діловодство тощо. Тобто графи були дворянами — служилими людьми королівського двору. З часом, завдяки їхньому впливу, деякі з них здобули можливість передавати власну посаду і назву (титул) у спадок, що з часом перетворило слово «граф» на позначення одного з спадкових дворянських титулів.
У мусульманських країнах писарів називали катібами від арабського «катб» — писання.
В українських селах староста і писар — дві найважливіші посади. Писар читав і писав листи, складав і посвідчував угоди (тобто виступав в ролі сучасного нотаріуса) тощо.
Писар:
- людина, що професійно займалася переписуванням паперів; писець;
- працівник штабної армійської канцелярії;
- службова особа, що відала діловодством Коша Запорізької Січі; обирався на козацькій раді.

Генеральний писар:
- член Генеральної старшини, вища службова особа, яка вела справи гетьманського уряду в Україні в XVII–XVIII століттях; керував діяльністю Генеральної військової канцелярії, приймав іноземних послів, брав участь у виробленні умов міжнародних договорів, вів дипломатичне листування; зберігав державну печатку;
- у 1917–1918 роках — член Генерального секретаріату УЦР УНР, вища службова особа Української Народної Республіки; вів справи українського уряду, зберігав державну печатку, стверджував законність та чинність документів.

## Військовий писар
Військовий, або кошовий писар — це виборна службова особа, що відала всією канцелярією Запорізької Січі у XVI–XVIII століттях.